# Präkordialer Faustschlag
Der präkordiale Faustschlag oder präkardiale Schlag ist eine Form der Kardioversion, die bei der Herz-Lungen-Wiederbelebung versucht werden kann, um einen bestehenden Kreislaufstillstand zu durchbrechen. Die mechanische Energie des Schlages (etwa 5 Joule) soll die Konversion eines Kammerflimmerns, eines Kammerflatterns oder einer ventrikulären Tachykardie in einen regelhaften Sinusrhythmus bewirken.
Der präkordiale Faustschlag wird in den Reanimationsrichtlinien des European Resuscitation Council nur für medizinische Fachkräfte empfohlen und auch nur dann, wenn der Eintritt des Kreislaufstillstandes unmittelbar zuvor direkt am EKG-Monitor beobachtet wurde. Dabei wird die Kleinfinger- bzw. Ellenseite der Faust einmalig aus einer Höhe von etwa 15 bis 20 Zentimeter kraftvoll auf die mittlere bis untere Partie des Brustbeins (Übergang mittleres zu unterem Drittel) geschlagen und sofort wieder zurückgezogen, so dass eine impulshafte Krafteinwirkung stattfindet.
Es gibt keine prospektiven Studien, die eine Wirksamkeit des präkordialen Faustschlages nachweisen. Bei der Behandlung von ventrikulären Tachyarrhythmien erwies sich der präkordiale Faustschlag als ineffektiv. Das Manöver wurde 1920 durch den Kölner Arzt Eduard Schott erstmals publiziert und 1970 durch James E. Pennington, Jack Taylor und Bernard Lown umfassend beschrieben.